# 顔に泥を塗る
『顔に泥を塗る』（かおにどろをぬる）は、ヨシカズによる日本の漫画。『ゼノン編集部』（コアミックス）にて、2020年11月13日から2023年9月8日まで連載された。『コミックシーモア』では2020年9月11日から2023年8月25日まで先行配信が行われた。
自分に自信がなく、周りに気を遣う主人公がメイクで変わっていく様子を描く物語。
2024年7月13日から9月21日までテレビ朝日系「土曜ナイトドラマ」枠でテレビドラマが放送された。

## あらすじ
柚原美紅は自分に自信がなく、周りに気を遣ってばかりだった。化粧も弁護士の彼氏・はるくんの希望に合わせて、控えめが多かった。ある日、気ままにメイクを楽しむ青年・高倉イヴと出会う。彼に憧れのメイクをしてもらい、美紅は初めて自分を綺麗だと思うことができた。喜んでくれると思っていたはるくんは、そんな美紅を否定する。

## 登場人物
柚原 美紅（ゆずはら みく）
本作の主人公。25歳。自分にモテず、周りに気を遣ってばかりだが、イヴにメイクをしてもらったことがきっかけで変わり始める。

はるくん
美紅の彼氏。弁護士。

高倉 イヴ（たかくら イヴ）
メイクを楽しむ青年。21歳。大学生。日本人の父とフランス系オランダ人の母を持つ。

## 書誌情報
- ヨシカズ『顔に泥を塗る』 コアミックス〈ゼノンコミックス タタン〉、全8巻[注 1]
  1. 2021年1月20日発売[10][11]、ISBN 978-4-8019-7188-2 / 2022年4月1日再発売[12]、ISBN 978-4-86720-348-4
  2. 2021年6月18日発売[13]、ISBN 978-4-8019-7342-8 / 2022年4月1日再発売[14]、ISBN 978-4-86720-349-1
  3. 2021年10月20日発売[15]、ISBN 978-4-8019-7462-3 / 2022年4月1日再発売[16]、ISBN 978-4-86720-350-7
  4. 2022年3月19日発売[17]、ISBN 978-4-86720-322-4
  5. 2022年7月20日発売[18]、ISBN 978-4-86720-401-6
  6. 2022年11月18日発売[19]、ISBN 978-4-86720-444-3
  7. 2023年5月19日発売[20]、ISBN 978-4-86720-501-3
  8. 2023年10月20日発売[21]、ISBN 978-4-86720-581-5

## テレビドラマ
2024年7月13日から9月21日までテレビ朝日系「土曜ナイトドラマ」枠で放送された。主演は髙橋ひかる。
2024年10月からは同時間帯にアニメ枠『IMAnimation』が新設されるため、今作が「土曜ナイトドラマ」の最後の作品となった。

### キャスト
柚原美紅（ゆずはら みく）〈25〉
演 - 髙橋ひかる
主人公。デパートの受付嬢。学生時代から付き合っているハルと同棲している。自尊心が低く、いつも周囲に気を使っている。
高倉イヴ（たかくら イヴ）
演 - 木村慧人（FANTASTICS）（幼少期：岩本樹起）
大学生。メイクや美容が好きで女性の恰好をすることもある。ギャラリーカフェでバイトしている。
結城悠久（ゆうき はるひさ）
演 - 西垣匠（少年期：堀口壱吹）
美紅の彼氏でエリート弁護士。通称・ハル。頭が良く優しいが、美紅に対してはモラハラという裏の顔を持つ。
鬼武柊真（きたけ とうま）
演 - 高野洸
優秀な若手弁護士。
柚原路子（ゆずはら みちこ）
演 - 奥貫薫
美紅の母。
望月一美（もちづき かずみ）
演 - 田中道子
イヴのバイト先の店長。
柚原蒼汰（ゆづはら そうた）
演 - 窪塚愛流
美紅の弟。美大に進学希望しているが、母の理解が得られず迷っている。
谷千夏（たに ちなつ）
演 - 川津明日香
美紅の同僚。いつも明るい美紅の良き相談相手。

#### ゲスト
第1話
デパートの客
演 - 瓜生和成
美紅にセクハラする。

### スタッフ
- 原作 - ヨシカズ『顔に泥を塗る』（ゼノンコミックス / コアミックス）[5]
- 脚本 - 大久保ともみ、遠山絵梨香[5]
- 音楽 - 中村佳紀[28]
- 音楽制作 - 戸田有里子、眞塩楓[28]
- 主題歌 - RIIZE「Same Key」（EMI Records / UNIVERSAL MUSIC）[29]
- メイク監修 - 井手上漠[30]
- 演出 - 熊坂出、高橋名月[5]
- ゼネラルプロデューサー - 服部宣之（テレビ朝日）[5]
- プロデューサー - 藤崎絵三（テレビ朝日）、瀬島翔（スタジオブルー）[5]
- 制作協力 - スタジオブルー[5]
- 制作 - テレビ朝日[5]

### 放送日程
| 話数   | 放送日  | サブタイトル                                                           | 脚本         | 演出     |
| ------ | ------- | ---------------------------------------------------------------------- | ------------ | -------- |
| 第1話  | 7月13日 | ある日彼氏がモラハラ男に豹変! メイクで人生を変える衝撃ラブストーリー!! | 大久保ともみ | 熊坂出   |
| 第2話  | 7月20日 | 指輪返して!プロポーズ後60秒でモラハラ地獄!                             | 大久保ともみ | 熊坂出   |
| 第3話  | 7月27日 | 家出、絶対、許さない!モラハラ彼氏の大逆襲開始!                         | 大久保ともみ | 高橋名月 |
| 第4話  | 8月18日 | 夏の告白大三角形!?                                                     | 大久保ともみ | 高橋名月 |
| 第5話  | 8月24日 | 慰謝料300万円からの悪魔キス!?                                          | 遠山絵梨香   | 高橋名月 |
| 第6話  | 8月31日 | 直接対決…決戦レストラン!                                               | 遠山絵梨香   | 熊坂出   |
| 第7話  | 9月07日 | 元カレVS彼氏希望…バチバチ争奪バトル!                                   | 遠山絵梨香   | 熊坂出   |
| 第8話  | 9月14日 | 最終章…恐怖の婚姻届!禁断のモラハラ復縁術…!?                            | 大久保ともみ | 熊坂出   |
| 最終話 | 9月21日 | 最終回…この夏、1番のキス!!                                             | 大久保ともみ | 熊坂出   |

- 8月3日は『パリオリンピック サッカー 女子準々決勝  日本× アメリカ合衆国』（21:30 - 翌0:45）中継のため放送休止。
- 8月10日は『パリオリンピック バレーボール 女子3位決定戦  ブラジル× トルコ』（23:30 - 翌2:20）中継のため放送休止。
- 第4話は『熱闘甲子園』（23:00 - 23:30）放送のため、30分繰り下げられ、翌0時 - 0時30分に放送された。
- 最終話は23時30分 - 翌0時30分の30分拡大放送。

| テレビ朝日系列 土曜ナイトドラマ                                          | テレビ朝日系列 土曜ナイトドラマ                | テレビ朝日系列 土曜ナイトドラマ                                                       |
| 前番組                                                                   | 番組名                                         | 次番組                                                                                |
| ------------------------------------------------------------------------ | ---------------------------------------------- | ------------------------------------------------------------------------------------- |
| 6秒間の軌跡 〜花火師・望月星太郎の2番目の憂鬱 （2024年4月13日 - 6月8日） | 顔に泥を塗る （2024年7月13日 - 9月21日）       | （廃枠）                                                                              |
| テレビ朝日系列 土曜 23:30 - 日曜 0:00                                    |                                                |                                                                                       |
| 6秒間の軌跡 〜花火師・望月星太郎の2番目の憂鬱                            | 顔に泥を塗る - ※本番組まで『土曜ナイトドラマ』 | ブルーロック VS. U-20 JAPAN （2024年10月5日 - 12月28日） - ※同番組より『IMAnimation』 |

### サウンドトラック
『テレビ朝日系土曜ナイトドラマ「顔に泥を塗る」オリジナル・サウンドトラック』は、テレビ朝日系土曜ナイトドラマ「顔に泥を塗る」のサウンドトラック。2024年9月11日にバップよりリリースされた。

#### 概要
本アルバムは、2024年7月よりテレビ朝日系にて放送されたドラマ「顔に泥を塗る」のサウンドトラック。ドラマの主題歌であるRIIZE「Same Key」のオーケストラバージョンおよびピアノバージョンを含む全21曲が収録されている。
アルバムは、同ドラマの音楽を担当したテレビ朝日ミュージック所属のソングライター「中村佳紀」名義。

#### 収録曲
| #         | タイトル                                                      | 作詞      | 作曲・編曲 | アーティスト         | 時間 |
| --------- | ------------------------------------------------------------- | --------- | ---------- | -------------------- | ---- |
| 1.        | 「Same Key (MUD Orchestra Instrumental Version)」             |           |            | RIIZE                | 2:47 |
| 2.        | 「“ありのままの私” (Theme from MIKU)」                        |           |            | 中村佳紀             | 3:35 |
| 3.        | 「顔に泥を塗る (MAKE UP WITH MUD)」                           |           |            | 中村佳紀             | 1:53 |
| 4.        | 「正解の色 (Focus on the correct color)」                     |           |            | 中村佳紀             | 1:29 |
| 5.        | 「Cosmetic」                                                  |           |            | 中村佳紀             | 1:34 |
| 6.        | 「1番お気に入り (My favorite color)」                         |           |            | 眞塩楓・中村佳紀     | 1:42 |
| 7.        | 「赤リップが似合うね！ (Theme from YVES)」                    |           |            | 中村佳紀             | 1:32 |
| 8.        | 「“憧れの女の子” (Just the girl she looks up to)」            |           |            | 中村佳紀             | 1:02 |
| 9.        | 「メイクは脇役！ (Makeup is only a tool!)」                   |           |            | 眞塩楓               | 1:05 |
| 10.       | 「似合ってないから (Theme from HARU)」                        |           |            | 中村佳紀             | 2:32 |
| 11.       | 「クレンジングオイル (Cleansing oil dripping from my head）」 |           |            | 中村佳紀             | 1:41 |
| 12.       | 「拭われた自尊心 (Pride being stripped away)」                |           |            | 戸田有里子           | 2:07 |
| 13.       | 「滲んだ愛 (Blurred Love)」                                   |           |            | 中村佳紀             | 1:49 |
| 14.       | 「俺の美紅 (She is mine)」                                    |           |            | 中村佳紀             | 2:01 |
| 15.       | 「psychische mishandeling」                                   |           |            | 戸田有里子・中村佳紀 | 1:53 |
| 16.       | 「顔に泥を塗る (MAKE UP WITH MUD - Reprise)」                 |           |            | 中村佳紀             | 2:31 |
| 17.       | 「泥で傷を隠す (Hiding scars with mud)」                      |           |            | 中村佳紀             | 1:37 |
| 18.       | 「rode lippenstift」                                          |           |            | 戸田有里子・中村佳紀 | 2:19 |
| 19.       | 「Same Key (Piano Version)」                                  |           |            | RIIZE                | 2:54 |
| 20.       | 「私の心に泥を塗らないで (Embrace my true self)」             |           |            | 中村佳紀             | 2:56 |
| 21.       | 「やっぱり赤リップが似合うね (Theme from YVES - Reprise)」    |           |            | 中村佳紀             | 1:41 |
| 合計時間: | 合計時間:                                                     | 合計時間: | 42:40      |                      |      |